# Pedro Zerolo

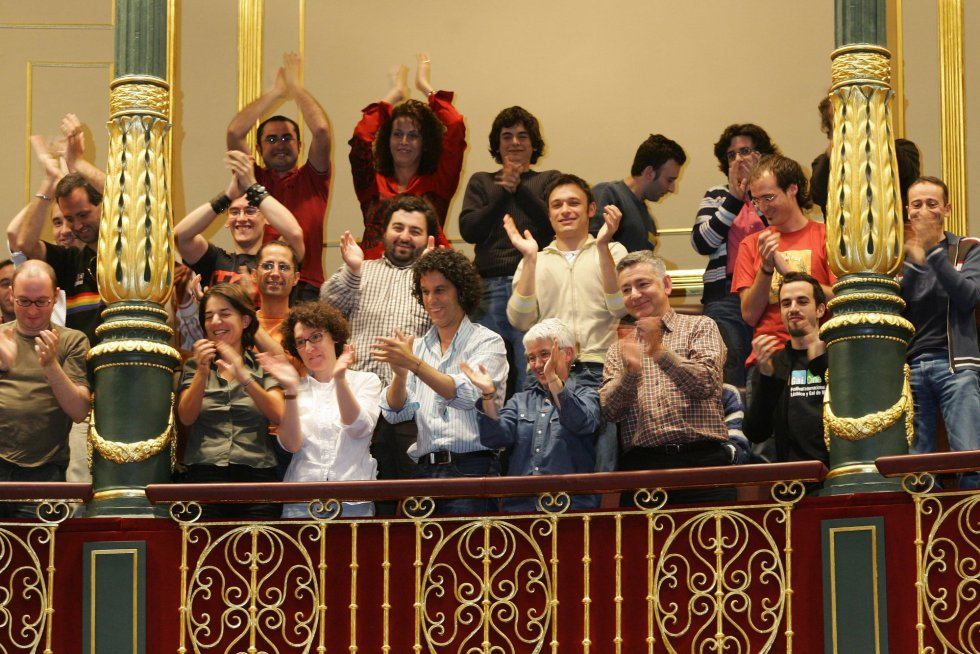
Zerolo celebra al Congrés l'aprovació de la llei del matrimoni gai.

Pedro González Zerolo (Caracas, Veneçuela, 20 de juliol de 1960 - Madrid, 9 de juny de 2015), més conegut com a Pedro Zerolo, va ser un polític espanyol membre de l'Executiva Federal del Partit Socialista Obrer Espanyol (PSOE) i secretari de Moviments Socials i Relacions amb les ONG del mateix partit. Fou un dels activistes més coneguts del moviment LGBT i, des de 2003, va ser regidor de l'Ajuntament de Madrid.
Zerolo va ser a més un dels activistes LGBT més importants de la Història d'Espanya, així com un dels majors promotors de l'ampliació del dret al matrimoni i l'adopció de parelles homosexuals al país. Pedro Zerolo és considerat també com una icona de la comunitat LGBT d'Espanya.

## Biografia
Pedro Zerolo nasqué a Veneçuela, mentre el seu pare s'hi trobava exiliat. Va estudiar Dret a la Universitat de La Laguna a Tenerife, on va passar la seva infància i adolescència. El seu pare va ser el primer alcalde de San Cristóbal de La Laguna (Tenerife) en temps de democràcia i conegut pintor.
Un cop llicenciat, es va traslladar a Madrid, on va ampliar els seus estudis i on, al mateix temps, va col·laborar amb el sacerdot catòlic Enrique de Castro en un projecte d'ajuda a marginals del barri madrileny d'Entrevías.
Com a advocat, el 1992 s'integrà a l'assessoria jurídica del Colectivo de Lesbianas, Gays, Transexuales y Bisexuales de Madrid (COGAM), i el 1997 en fou elegit president, càrrec que ocupà fins al 2003. Aquesta organització ha donat lloc posteriorment a la Federación Estatal de Lesbianas, Gays, Transexuales y Bisexuales (FELGTB).
Zerolo fou un dels principals promotors, des de dins del PSOE, de la defensa dels drets LGTB al Congrés dels Diputats, i ha comparegut al Senat com a ponent per denunciar la discriminació de la comunitat homosexual de l'estat espanyol. Especialment relacionat amb la proposta conjunta d'IU i el PSOE per a la Llei de parelles de fet, fou clau en les negociacions entre el govern i l'oposició per a la presentació de cinc projectes de modificació del Codi Civil en matèria de matrimoni homosexual al Congrés entre els anys 2001 i 2003.
El 2003 abandonà la presidència de la FELGTB per presentar-se a la llista que encapçalava Trinidad Jiménez pel PSOE a l'Ajuntament de Madrid. Repetí el 2007 i el 2011.
Des del 36è Congrés del PSOE, celebrat el juliol del 2004, fou membre de l'Executiva Federal, on portava la Secretaria de Moviments Socials i Relacions amb les ONG. Fou reelegit en el 37è Congrés, el 2008, fins al 2012.
L'1 d'octubre del 2005 es casà legalment amb en Jesús Santos, a l'empara de la llei que autoritza el matrimoni homosexual a Espanya, i que ell mateix havia treballat activament per fer aprovar.
El 7 de gener del 2014 Pedro Zerolo anuncià als mitjans de comunicació que en una revisió mèdica li havien detectat un càncer de pàncrees i que seguiria el tractament contra la malaltia sense deixar de banda la seva feina pública i el seu activisme social. Encara participà activament a la campanya electoral del maig del 2015, però finalment morí el 9 de juny.

## Títols pòstums
- El Cabildo de Tenerife va declarar a Pedro Zerolo Fill Il·lustre de Tenerife el 14 de juny del 2019.[10]